# إريك أبل
إريك أبل (بالإنجليزية: Erik Apple) هو فنان قتال مختلط أمريكي، ولد في 26 أغسطس 1979 في لاغونا نيغويل في الولايات المتحدة.

## وصلات خارجية
- إريك أبل على موقع شيردوغ (الإنجليزية)
- إريك أبل على موقع IMDb (الإنجليزية)
- إريك أبل على موقع قاعدة بيانات الفيلم (الإنجليزية)